# Bălțățeni, Vâlcea
Bălțățeni este un sat în comuna Tomșani din județul Vâlcea, Oltenia, România.

## Vezi și
- Biserica de lemn din Bălțățeni

 Acest articol despre o localitate din județul Vâlcea este deocamdată un ciot. Puteți ajuta Wikipedia prin completarea lui.